# Погост (Емецкое сельское поселение)
Погост — деревня в Холмогорском районе Архангельской области. Входит в состав сельского поселения МО «Емецкое».

## История
До 1922 года Погост входил в состав Холмогорского уезда Архангельской губернии, в 1922—1925 годах — в составе Емецкого уезда, в 1925—1929 годах — в составе Архангельского уезда. В 1929 году деревня Погост вошла в состав Емецкого района Архангельского округа Северного края. С 1959 года деревня находится в Холмогорском районе Архангельской области.

## Население
| 2002 | 2010 | 2012 |
| ---- | ---- | ---- |
| 11   | ↘5   | ↘3   |

### Карты
- Топографическая карта P-37-05_06.
- [web.archive.org/web/20100223225813/mapp37.narod.ru/map1/index023.html P-37-23,24. Емецк]